# Scythropia
Scythropia är ett släkte av fjärilar som beskrevs av Jacob Hübner 1825. Scythropia ingår i familjen spinnmalar.
Kladogram enligt Catalogue of Life och Dyntaxa:
| Scythropia | \| \| hagtornsspinnmal \| \| \| \| \| \| Scythropia obscura \| \| \| \| \| \| Scythropia petrobiella \| \| \| \| |
|            | \| \| hagtornsspinnmal \| \| \| \| \| \| Scythropia obscura \| \| \| \| \| \| Scythropia petrobiella \| \| \| \| |
|            | hagtornsspinnmal                                                                                                 |
|            | |
|            | Scythropia obscura                                                                                               |
|            | |
|            | Scythropia petrobiella                                                                                           |
|            | |

## Bildgalleri

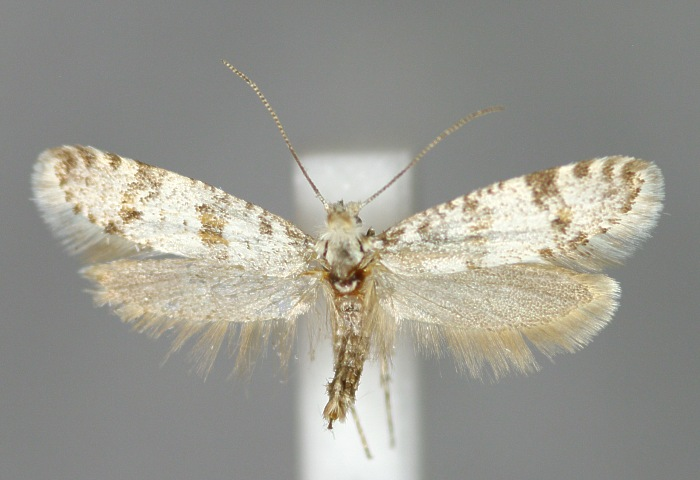
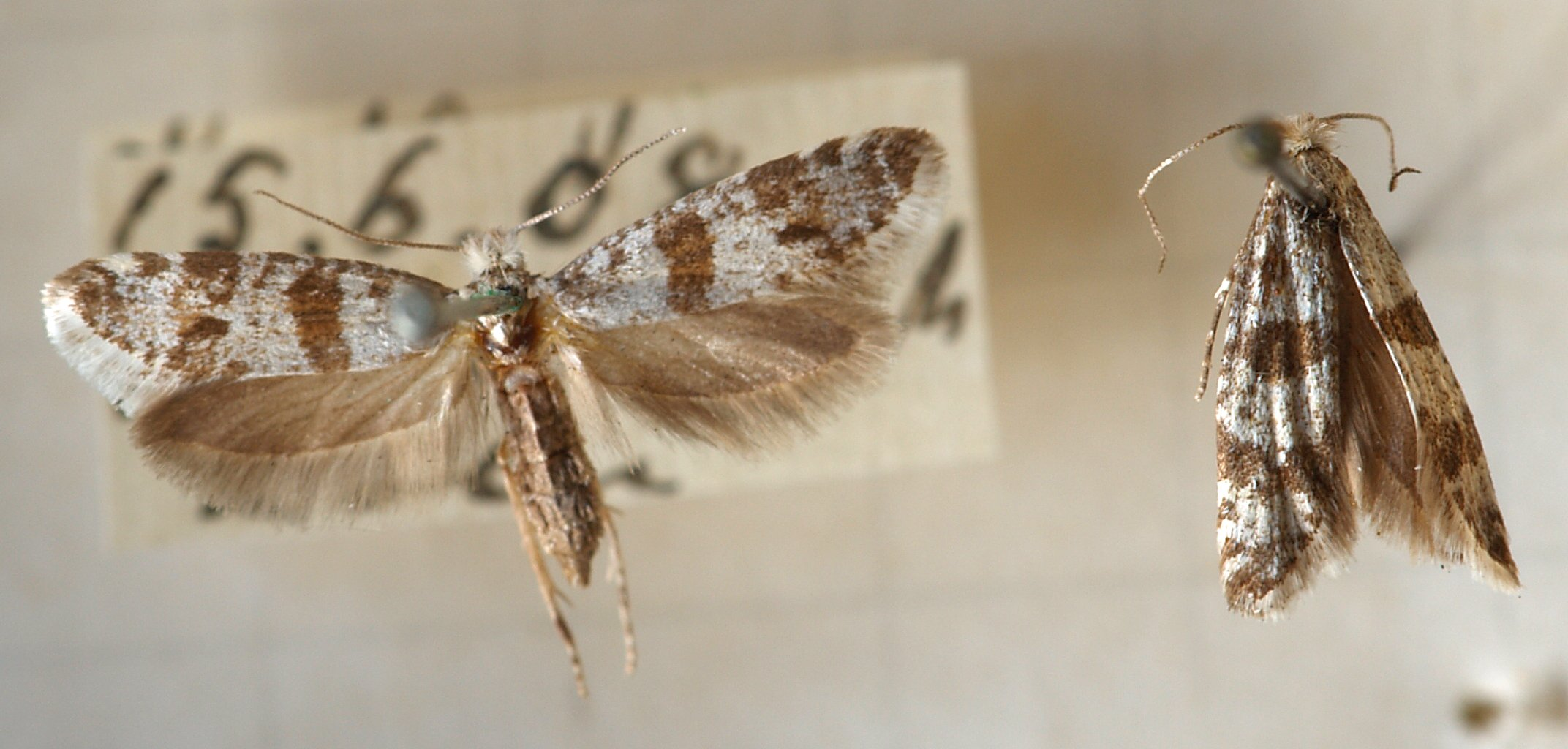